# 가토 히로유키 (남작)
가토 히로유키(加藤弘之, 1836년 8월 5일 ~ 1916년 2월 9일)는 메이지 시대 일본의 정치학자, 교육자이다. 구 막신이고 이즈번사로 위계 (일본) 훈등은 정2위 훈1등 욱일동화대수장, 작위는 남작이었다.
도자마 다이묘인 이즈번사의 아들로 태어나 이즈번의 학교인 홍도관(弘道館)에서 공부한 뒤 제미관(済美館)이나 치원관(致遠館) 등을 거치 귀도 페르베크(Verbeck)에게 배웠다. 열심히 공부하여 막부의 관료가 되었고 유신 이후에는 신정부에서 일했다. 메이로쿠샤 회원이었고 외무대신, 원로원의원, 칙선귀족원 (일본)의원 등을 맡았다. 독일학협회학교 교장, 구 도쿄 제국대학 총장을 지냈으며 초대 제국 학사원원장, 추밀원 (일본) 문관이었다.

## 약력
1836년 다지마국 이즈번(도요오카시)의 번사의 장남으로 태어났다. 아버지는 번의 가로 (관직)였던 加藤正照였다. 어릴때 이름은 토요시(土代士)였다. 1852년에 에도로 올라와 사쿠마 쇼잔에게서 서양식 군사학을 배웠다. 1854년에는 大木仲益에게서 난학을 배웠다.
1860년엔 반쇼시라베쇼의 교수가 되었고 이 시기부터 독일어를 공부했다. 1861년 첫 저작 토나리구사(『鄰草』, 1889년 간행)를 써서 서구의 입헌사상을 소개했다. 1864년 하타모토가 되어 카이세이쇼의 교수가 되었다. 1868년엔 메츠케(目付)가 되었다. 1869년 신정부에서 일하게 되어 외무성에서 근무했다. 이 즈음 공의소에 자신의 생각을 적은 『非人穢多御廃止之儀』를 작성해 제출했다. 1870년 진정대의『真政大意』를 써서 천부인권론을 소개했다.
1872년 요한 블룬칠리(Johann Kaspar Bluntschli)의 저서인 국가학『国家学』을 강의한다. 이는 후에 국법범론『国法汎論』으로 번역출간되었다. 73년부터 메이로쿠샤에참가하여 민선의원 설립은 시기상조라고 주장했다. 74년에 국체신론『国体新論』을 발표했다. 77년에는 가이세이 학교 총장이 되었다. 81년에는 교육제도 개혁으로 구 도쿄대학 초대 총장이 되었다.
1882년 인권신설『人権新説』을 출간한다. 사회 진화론의 입장에서 민권사상가들과 논쟁을 시작했다. 이 시기부터 가토는 자신의 기존 입장을 버리고 사회진화론의 강력한 옹호자가 된다.86년에는 원로원 교수가 되었다. 90년에는 구 동경대학을 제국대학의 학제로 바꾸면서 동경제국대학의 2대 총장이 되었다. 귀족원 (일본) 의원으로 선임되었다.
1893년 강자의 권리와 경쟁『強者の権利の競争』을 내어 강권적인 국가주의를 주장한다. 이 책은 독일어판도 출간되었다. 95년에는 궁중 고문관이 98년에는 고등교육회의 의장이 되었다. 1900년에는 남작을 받아 화족이 되었다. 1906년 일본 학사원장 추밀원 (일본) 고문관.
1916년 79세로 사망했다. 유언에 따라 장례식은 특정 종교를 따르지 않았다.

## 사상
가토 히로유키의 사상은 항상 현실적이었고 나중엔 유물론이었다. 초기엔 천부인권설을 신봉하는 계몽주의자였다. 1873년 후쿠자와 유키치, 모리 아리노리, 니시 아마네 등과 메이로쿠샤를 만들어 계몽활동을 했다. 하지만 급격히 사회 진화론을 받아들여 자신의 과거와는 정 반대의 입장에 서게된다. 이후 그는 평생 민권사상에 비판적이거나 적대적이었다.
가토는 1879년 강연「天賦人権説ナキノ説并善悪ノ別天然ニアラザルノ説」에서 진화론의 입장으로 천부인권설을 부정했으며 1881년 海江田信義에게 비판받으면서 이 문제는 정부 내부까지도 파급되었다. 가토는 문부대신인 福岡孝弟과 함께 기존에 천부인권을 지지하며 썼던 책 진정대의와 국체신론의 절판까지도 선언할 정도로 강하게 과거를 부정했다.

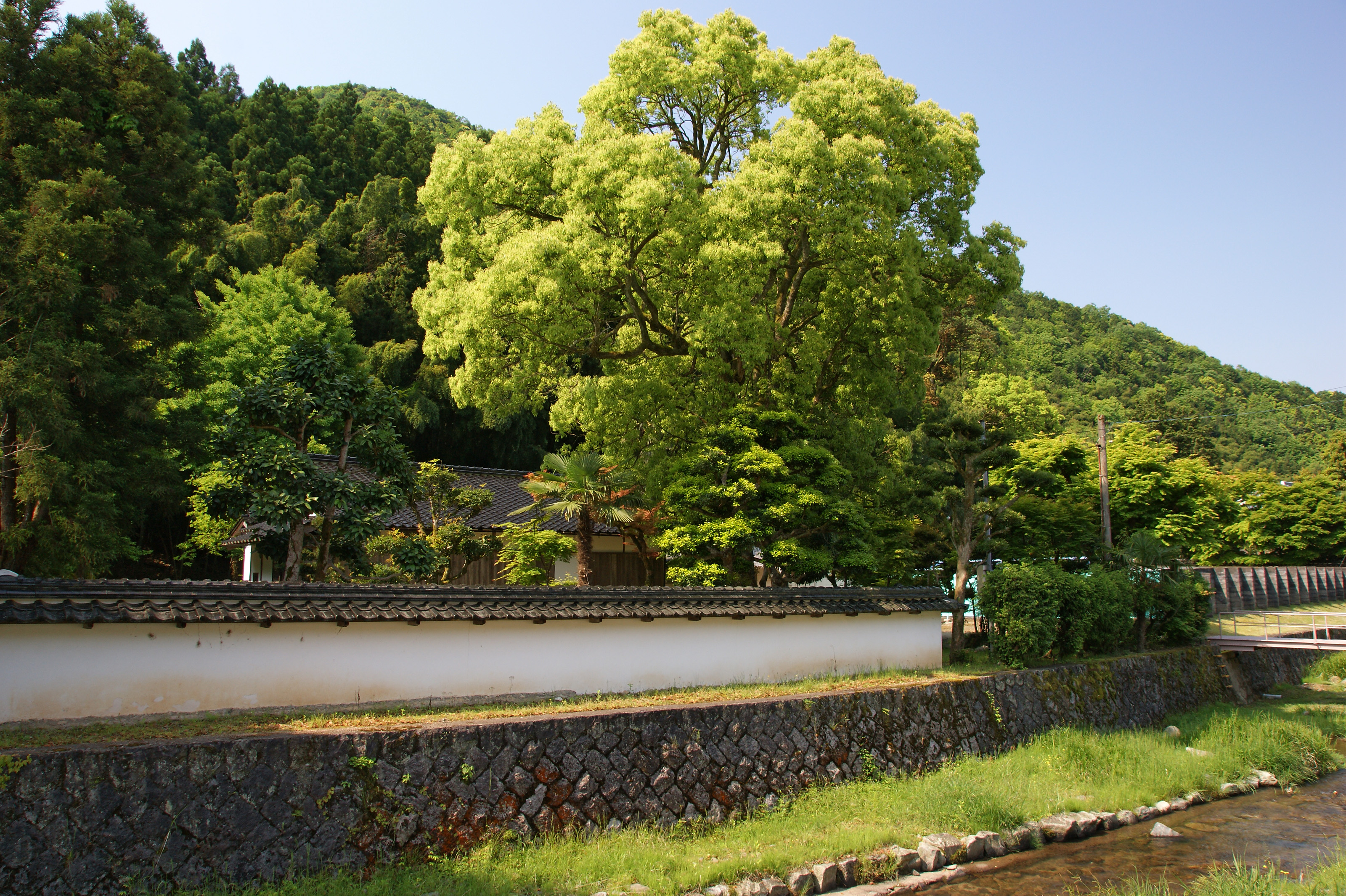
이즈시 (도요오카시)에 남아있는 생가

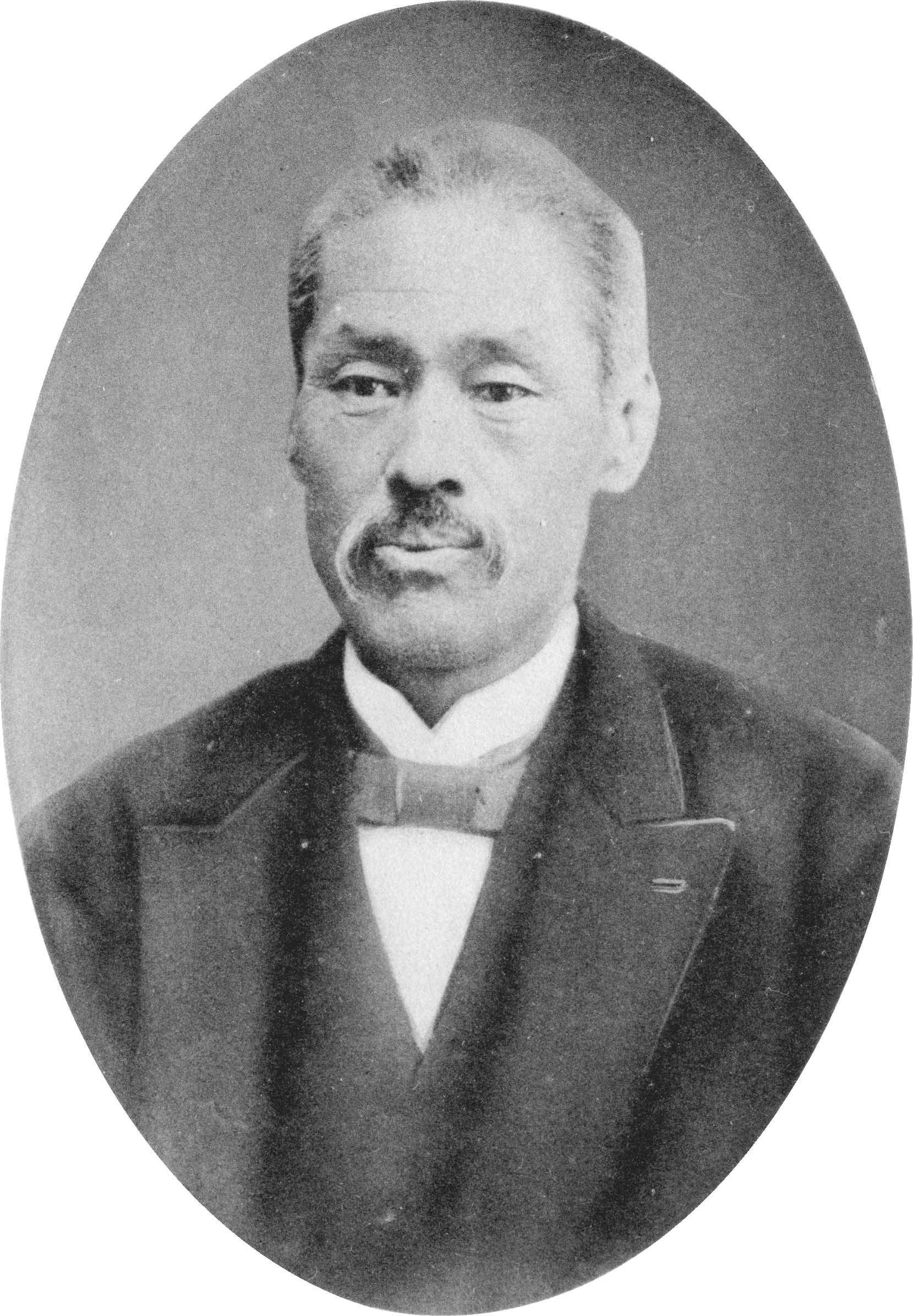
가토 히로유키

## 저서 목록
- 1868 입헌정체략 『立憲政体略』
- 1869 교역문답 『交易問答』
- 1870 진정대의 『真政大意』
- 1872 국법범론 『國法汎論』[3]
- 1874 국체신론 『国体新論』
- 1882 인권신설 『人権新説』
- 1887 덕교방법안 『徳育方法案』
- 1893 잡거상조『雑居尚早』
- 1893 강자의 권리와 경쟁『強者の権利の競争』
- 1894 도덕법률의 진보 『道徳法律之進歩』
- 1894 200년 후의 나 『二百年後の吾人』
- 1894 초등교육 개량론 『小学教育改良論』
- 1894 일본의 10대 승산 『日本之十大勝算』
- 1898 환력축하시말 『還暦祝賀始末』
- 1899 천측백화 『天則百話』
- 1900 도덕법률 진화의 이치 『道徳法律進化の理』
- 1902 불교개혁담 『仏教改革談』
- 1903 학문 이야기 『学芸叢談 学問の話』
- 1904 진화론 관점에서 본 러시아, 일본의 운명 『進化学より観察したる日露の運命』
- 1906 자연계 모순의 진화 『自然界の矛盾と進化』
- 1908 신문명의 『新文明の利弊』
- 1911 기독교의 해악 『基督教の害毒』(『吾国体と基督教』/ 『迷想的宇宙観』/ 『基督教徒窮す』)
- 『学説乞丐袋』 弘道館、1911年10月
- 1912 자연과 윤리 『自然と倫理』
- 1913 국가의 통치권 『国家の統治権』
- 1914 신 상식론 『新常識論』
- 1905 책임론 『責任論』
- 1915 자서전 『加藤弘之自叙伝 附金婚式記事概略 追遠碑建設始末』
- 1915 인성의 자연과 우리들의 전도 『人性の自然と吾邦の前途』

## 참고 문헌
- " 가토 히로유키 」국립 공문서 관 소장" 추밀원 문서 - 아시아 역사 자료 센터 Ref. A06051172700
  - "국립 공문서 관 소장 추밀원高等官기록 제 3 권」 도쿄 대학 출판회, 1996년 12월, ISBN 4-13-098713-5